# Oxid vanadičitý
Oxid vanadičitý (VO2) je jedním z oxidů vanadu. Vanad v něm je v oxidačním stavu IV.